# Erythrolamprus perfuscus
Erythrolamprus perfuscus är en ormart som beskrevs av Cope 1862. Erythrolamprus perfuscus ingår i släktet Erythrolamprus och familjen snokar. Inga underarter finns listade i Catalogue of Life.
Denna orm förekom på Barbados. Den levde i torra skogar och i andra torra landskap. Arten vistades på marken. Fortplantningen skedde genom äggläggning. Introducerade manguster dödade alla exemplar. Tidvis antogs att Erythrolamprus perfuscus finns kvar men det var en förväxling med Mastigodryas bruesi som är en trädlevande orm. IUCN kategoriserar arten globalt som utdöd.